# Charles van der Leeuw
Charles van der Leeuw (1952) is een Nederlands journalist en schrijver.
Na een studie aan het Amsterdamse conservatorium werd hij correspondent voor onder andere de VARA (vanuit Libanon), BRT, Avro-radio. Hij schreef talrijke artikelen in de Haagsche Courant, Elsevier's Weekblad, Het Belang van Limburg, The Independent en andere kranten, voornamelijk vanuit buitenlandse steden als Madrid, Beiroet en Bakoe.
Hij publiceert voornamelijk over het Midden-Oosten, de Kaukasus en het gebied rond de Kaspische Zee.